# Wikinger II
Die Wikinger II ist ein 1976 gebautes Fahrgastschiff, das bis 1994 in Frankfurt auf dem Main und anschließend in Berching als König Ludwig auf dem Main-Donau-Kanal verkehrte. 2000 kam sie nach Ueckermünde, seit 2015 ist sie in Budapest als Ludwig auf der Donau in Fahrt.

## Geschichte

### Mit der Frankfurter Wikinger-Linie auf dem Main
In der Vorbereitungsphase zur Gründung seiner eigenen Reederei, der Wikinger-Linie, bestellte Adolf-Ulfried Nauheimer den Neubau bei der Schiffswerft Karcher in badischen Freistett. Die Namensgebung erfolgte in Anlehnung an die Wikinger, die bereits von seinem Verwandten Adolf Nauheimer betrieben und die zugleich namensgebend für seine Reederei wurde. Im Betrieb konkurrierte sein Schiff mit Adolf Nauheimer und der Wikinger, dessen Vetter Hans Nauheimer und der Vaterland sowie seinem Groß-Cousin Anton Nauheimer mit der Primus.
Zum Programm der Wikinger-Linie zählte der Linienverkehr von Frankfurt zum Rhein bis nach Rüdesheim und auf dem Main bis nach Aschaffenburg. Dazu kamen Charter- und Ausflugsfahrten – auf dem Rhein bis Koblenz, auf dem Main bis Miltenberg und auf dem Neckar bis Heidelberg. Nach knapp 20 Dienstjahren der Wikinger II modernisierte Adolf-Ulfried Nauheimer seine inzwischen aus zwei Schiffen bestehenden Flotte und ersetzte das alte Schiff 1995 durch den deutlich größeren Neubau Wappen von Frankfurt. Die Wikinger II verkaufte er nach Bayern.

### König Ludwigauf dem Main-Donau-Kanal
Käufer des Schiffes war die Berchinger Personenschiffahrt Richard Strik in Berching, die dem Schiff den Namen König Ludwig gab. Die Reederei setzte das Schiff im Altmühltal im Linienverkehr ein, führte Rundfahrten von Berching nach Beilngries und Hilpoltstein durch, sonntags Ganztagesfahrten nach Riedenburg, dazu kamen Sonderfahrten zwischen Kelheim und Nürnberg sowie Charter- und Eventfahrten wie etwa die „Mondscheinfahrten“. Schon 2005 verkaufte die Reederei das Schiff wieder, das an die Ostsee nach Mecklenburg-Vorpommern ging.

### König Ludwigin Ueckermünde
Käufer des Schiffes war die 1994 gegründete Oderhaff-Reederei, die das Schiff weiterhin unter dem alten Namen einsetzte. Heimathafen wurde Ueckermünde. Die Reederei setzte das Schiff auf der westlichen Oder für zollfreie Einkaufsfahrten, den sogenannten Butterfahrten, zwischen Garz/Rügen und Gryfino ein. Als mit der EU-Erweiterung 2004 diese Fahrten nicht mehr möglich waren, verkehrte es im Linienverkehr mit Passagieren zwischen Mescherin und Stettin. Wegen der geringen Auslastung wurde dieser Dienst eingestellt. Von 2005 bis 2015 lag die König Ludwig als Restaurantschiff in Ueckermünde. Ein Verkauf nach Frankfurt (Oder), wo das Schiff wieder für touristische Zwecke eingesetzt werden sollte, scheiterte an den Kosten für den Umbau. Das Schiff wurde daraufhin nach Ungarn verkauft.

### Ludwigauf der Donau in Budapest
Die Überführung der König Ludwig erfolgte im November 2015. Der neue Besitzer, die Rubin Group, verkürzte den Schiffsnamen auf Ludwig, Heimathafen ist seitdem Budapest. Die Rubin Group verfügt mit der Ludwig über fünf Schiffe, die Ludwig wird wie die anderen Schiffe ausschließlich als Event- und Partyschiff vermarktet und von Budapest aus eingesetzt.

## Das Schiff
Das Schiff ist 38,70 Meter lang und 7,50 Meter breit. Der Tiefgang beträgt 1,10 Meter. Angetrieben wird die Ludwig von zwei Dieselmotoren mit jeweils 240 PS Leistung. Für Anlege- und Ablegemanöver ist sie mit einem Bugstrahlruder ausgestattet. Das Schiff verfügt über drei Decks und ist für 400 Passagiere zugelassen, davon können 270 Fahrgäste im Innenbereich unterkommen.